# Aléksino (Iúriev-Polski)
|  | Per a altres significats, vegeu «Aléksino». |

Aléksino (en rus: Алексино) és un poble de l'óblast de Vladímir, a Rússia, segons el cens del 2010 tenia 6 habitants. Pertany al districte municipal de Iúriev-Polski.